# Эдриан, Нэтан
Нэтан Э́дриан (или Нейтан Эйдриан, англ. Nathan Ghar-jun Adrian; род. 7 декабря 1988, Бремертон, Китсап, Вашингтон) — американский пловец, пятикратный олимпийский чемпион, 10-кратный чемпион мира, двукратный чемпион мира на короткой воде. Бывший рекордсмен Америки на дистанции 50 метров вольным стилем.

## Личная жизнь
Родился в Бремертоне, штат Вашингтон, в 1988 году, в семье Джеймса и Сесилии Эдриан. Его мать китайского происхождения, родилась и выросла в Гонконге. Сесилия работает медсестрой школьного округа в Бремертоне, а Джеймс является отставным инженером-ядерщиком на верфи Пьюджет-Саунд. Донелла, старшая сестра Нэтана, и его старший брат Джастин занимались плаванием, под их влиянием младший братец с пяти лет увлёкся этим спортом.
Он окончил среднюю школу в Бремертоне, затем изучал медицину в Калифорнийском университете в Беркли.
15 сентября 2018 года Нэйтан Эдриан женился на бывшей пловчихе, директоре по мерчендайзингу Хэлли Айвестер (англ. Hallie Ivester), с которой встречался около 7 лет. 9 февраля 2021 года у супругов родилась дочь Паркер Джэклин Эдриан.
В декабре 2018 года во время осмотра перед прививкой у Эдриана выявили рак яичек. В декабре 2018 года и в январе 2019 года он перенёс две операции, после которых ему было трудно ходить, левая сторона тела стала намного слабее правой и её пришлось для устранения асимметрии разрабатывать, постепенно увеличивая нагрузки. В феврале 2019 года вернулся к тренировкам, в апреле стало известно, что симптомов рака больше нет. В июле того же года на чемпионате мира в Кванджу Эдриан завоевал свою очередную золотую медаль.

## Спортивная карьера

### Чемпионат мира на короткой воде 2008
На чемпионате мира на короткой воде в Манчестере Эдриан выиграл золото на дистанции 100 м вольным стилем и 4×100 м вольным стилем и серебро в кобминированной эстафете 4×100 м . В эстафете 4×100 м вольным стилем Эдриан вместе с Райаном Лохте, Брайаном Лундквистом и Дугом Ван Ви, заняв первое место, установили мировой рекорд 3:08.44.

### Летние Олимпийские игры 2008 в Пекине
На Олимпийских играх в Пекине в составе эстафеты 4×100 м вольным стилем Нэтан Эдриан, Каллен Джонс, Бенджамин Уайлдмен-Тобринер и Мэтт Гриверс в полуфинале вместе установили мировой рекорд. Однако он был побит днём позже, когда Майкл Фелпс, Гарретт Уэбер-Гейл, Каллен Джонс и Джейсон Лезак победили в финале со временем 3:08,24, опередив Францию и Австралию. Эдриан получил золотую медаль, хотя не плыл в финале.

### Чемпионат мира 2009 в Риме
В 2009 году на чемпионате США Эдриан занял первое место в заплыве на 50 и 100 м вольным стилем, квалифицируясь в этих дистанциях на чемпионат мира по водным видам спорта в Риме.
В 2009 году на чемпионате мира в Риме Эдриан завоевал золото в эстафете 4×100 м вольным стилем и в комбинированной эстафете 4×100 м.

### 2010 год
На чемпионате США Эдриан квалифицировался, чтобы выступить в 2010 году на Pan Pacific, выиграв 50 и 100 м вольным стилем. Его победа в 100-метровке вольным стилем также гарантировала ему место в эстафете 4×100 м вольным стилем и комбинированной эстафете.
В 2010 на Pan Pacific Эдриан выиграл в общей сложности четыре золотые медали. В своём первом финале, 100 м вольным стилем, Эдриан выиграл золотую медаль, проплыв дистанцию за 48,15 секунды, опередив канадца Брента Хейдена и мирового рекордсмена на дистанции 100 м вольным стилем бразильца Сезара Сьелу. На следующий день Эдриан вместе с Майклом Фелпсом, Райаном Лохте и Джейсоном Лезаком победили в эстафете 4×100 м вольным стилем. Затем Нэтан Эдриан соревновался на дистанциях 50 м вольным стилем и в комбинированной эстафете 4×100 м. В финале 50-метровки вольным стилем Эдриан победил со временем 21,55, опередив Сьелу. Примерно через час в комбинированной эстафете Нэтан завоевал свою очередную золотую медаль на чемпионате.

### Чемпионат мира 2011 в Шанхае
Эдриан выиграл свою первую медаль, бронзовую, в заплыве 4×100 м вольным стилем с Майклом Фелпсом, Гарреттом Уэбер-Гейлом и Джейсоном Лезаком. В финале 100-метровки вольным стилем Эдриан занял шестое место со временем 48,23. На дистанции 50 метров вольным стилем занял четвёртое место с результатом 21,93, уступив одну сотую секунды французу Алену Бернару, который получил бронзу. Золотую медаль Эдриан вместе с Марком Ганглоффом, Майклом Фелпсом и Ником Томеном завоевал в комбинированной эстафете 4×100 метров.

### Результаты на летних Олимпийских играх
Зелёным выделены участия в финальных заплывах
| Дистанция                        | 2008 | 2012 | 2016 |
| -------------------------------- | ---- | ---- | ---- |
| 50 м вольным стилем              | —    | —    | 3    |
| 100 м вольным стилем             | —    | 1    | 3    |
| Эстафета 4×100 м вольным стилем  | 1    | 2    | 1    |
| Комбинированная эстафета 4×100 м | —    | 1    | 1    |